# Walter Mitty
Walter Mitty är en fiktiv figur i James Thurbers korta saga, The Secret Life of Walter Mitty, publicerad 1941. Mitty är en ödmjuk, mild man, med ett livligt fantasiliv: i ett dussin stycken föreställer han sig som en pilot i krigstid, en kirurg i krissituationer, och en sorglös mördare. Termen Walter Mitty finns nu i engelska ordböcker för att beskriva en person som lever ett fantasiliv, liksom ordet Mittyesque på samma sätt som det finns Kafkaesque och Pinteresque.
I filmen Här kommer en annan spelas han av Danny Kaye.